# しあわせの予感
「しあわせの予感」（しあわせのよかん、With a Little Luck）は、1978年にポール・マッカートニー&ウイングス（Paul McCartney & Wings）が発表した楽曲、および同曲を収録したシングル。なお邦題は当初「愛の幸運」だった。
アルバム『ロンドン・タウン』の9曲目に収録。LP版ではB面冒頭の曲だった。また『グレイテスト・ヒッツ』『オール・ザ・ベスト』『夢の翼〜ヒッツ&ヒストリー〜』『ピュア・マッカートニー～オール・タイム・ベスト』にも収録されている。
『ロンドン・タウン』の洋上セッションでレコーディングされた。シングルカットは1978年4月23日で、『ロンドン・タウン』からのカットでは1枚目に当たる。同じ『ロンドン・タウン』から「なつかしの昔よ」（Backwards Traveller）～「カフ・リンクをはずして」（Cuff Link）をB面に採って発売された。アメリカのビルボード（Billboard）誌では、1978年5月20日に週間ランキング第1位を獲得。ビルボード誌1978年年間ランキングでは第28位。キャッシュボックス誌では、5月20日、28日、2週間第1位を獲得し、年間ランキングでは第32位を記録した。イギリスでは5位となった。

## 収録曲
- しあわせの予感 (With a Little Luck)
- なつかしの昔よ～カフ・リンクをはずして (Backwards Traveller～Cuff Link)